# Souk El Haddadine (Sfax)
Pour les articles homonymes, voir Souk El Haddadine.
Le souk El Haddadine (arabe : سوق الحدادين soit « souk des forgerons ») est l’un des souks de la médina de Sfax.

## Description
Abritant une activité aussi bruyante que polluante, ce marché prend place à l’extrémité nord de la médina, assez loin de la grande mosquée. Il évolue d’une façon linéaire sur un axe est-ouest reliant Bab Jebli à Nahj El Bey (actuelle rue Mongi-Slim), où on aboutit sur le souk El Najjarine (souk des menuisiers). Dans ces deux souks complémentaires, on continue de produire toutes sortes d’instruments, d’outils agricoles et d’ustensiles domestiques. Actuellement, plusieurs ateliers gardent encore leur fonction d’origine. Entre ces ateliers, on passe par le fondouk El Haddadine, un ancien fondouk converti en espace culturel.